# 컴뱃 존 레슬링
컴뱃 존 레슬링(영어: Combat Zone Wrestling, CZW)은 미국 펜실베이니아주 필라델피아에 본사를 둔 프로레슬링 단체이다.